# Cepari (okręg Ardzesz)
Cepari – wieś w Rumunii, w okręgu Ardżesz, w gminie Poiana Lacului. W 2011 roku liczyła 270 mieszkańców.